# چالکو د دایاز کورروبیس
چالکو (به اسپانیایی: Chalco) از شهرهای کشور مکزیک است که در ایالت استادو د مخیکو قرار دارد و جمعیت آن طبق سرشماری سال ۲۰۱۰ میلادی ۳۱۰٬۱۳۰ نفر بوده است.